# Playa Girón

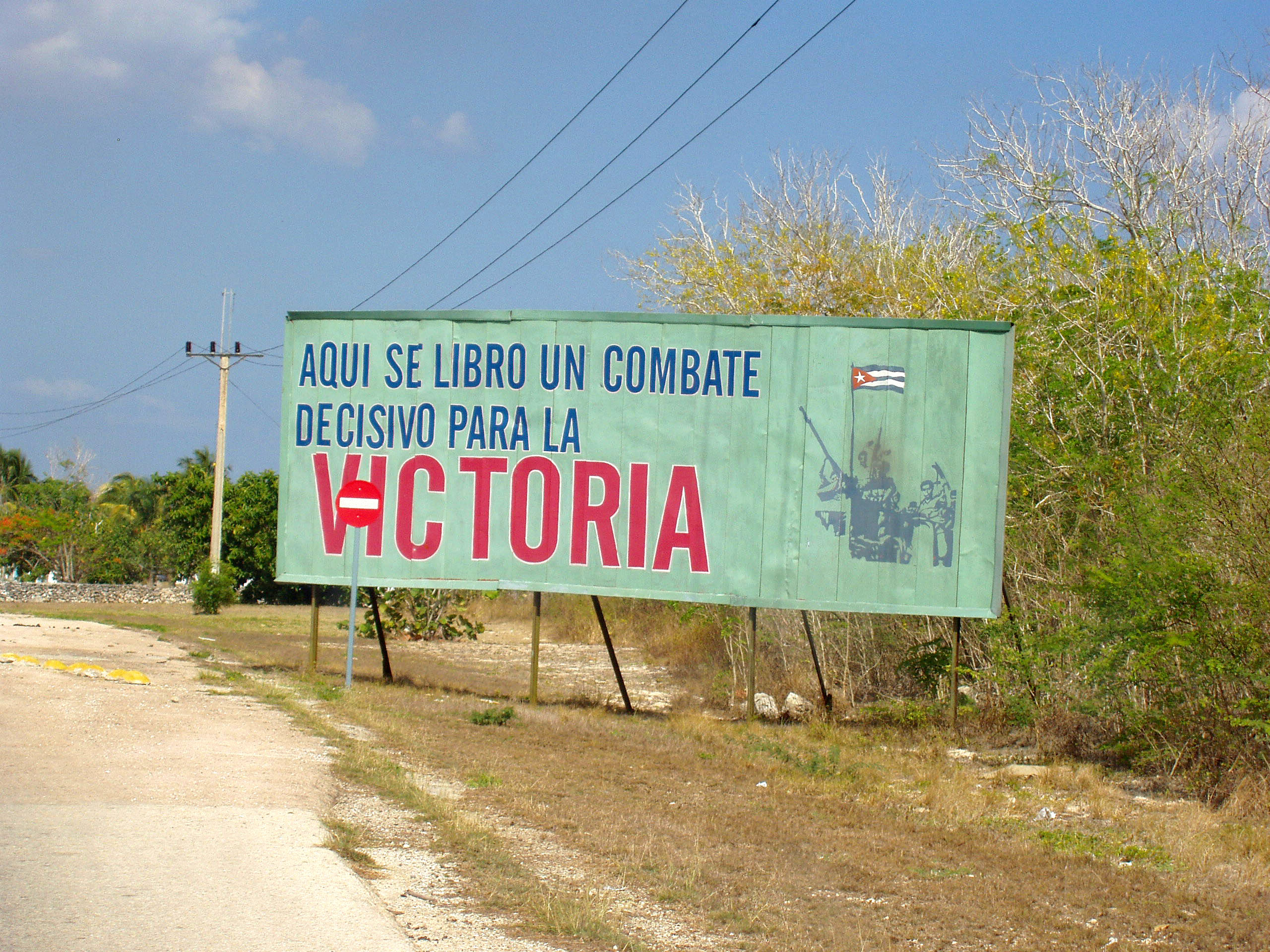
Panneau commémoratif à Playa Girón

Playa Girón est un consejo popular de la municipalité de Ciénaga de Zapata, dont le chef-lieu est Playa Larga, sur la côte sud de la province de Matanzas, Cuba.
Elle est passée dans l'histoire en 1961 pour avoir été, avec Playa Larga, le théâtre du débarquement de la baie des Cochons.
Cette plage constitue aujourd'hui un attrait touristique et historique. On y trouve un musée relatant les détails des événements de 1961.

## Situation
Playa Girón se trouve sur la côte sud de Cuba, à l'est de l'entrée de la baie des Cochons (bahía de Cochinos).
Elle fait partie de la réserve de biosphère Ciénaga de Zapata — mais pas du parc national du même nom, qui ne dépasse pas la péninsule de Zapata et s'arrête donc sur la côte ouest de la baie des Cochons (voir l'article « Marais de Zapata »).
On y trouve un aérodrome.

## Histoire
La grotte El Brinco (cueva El Brinco) se trouve à environ 2,5 km à l'ouest du village et à 300 m du bord dee mer. Elle a livré des vestiges du Mésolithique et du Néolithique.
C’est une zone isolée, difficile d’accès, couverte de larges forêts denses et elle a aussi une belle petite crique bordée d'une plage : un lieu idéal pour les corsaires et pirates opérant dans cette région de la mer des Caraïbes. Elle doit son nom à l'un d'eux, le pirate français Gilberto Girón — celui du poème Espejo de paciencia (en) écrit en 1608 —, qui en a gait sa base et lui a donné son nom.
Pour les mêmes raisons, Playa Girón a été l'un des points d'accès préférés par les colons souhaitant faire entrer des esclaves à Cuba sans payer les taxes induites.

## Musique, cinéma
Playa Girón est le titre d'une des chansons les plus connues du chanteur cubain Silvio Rodríguez.
Playa Girón est le titre d'un court-métrage cubain de 1971 sur le débarquement de 1961.

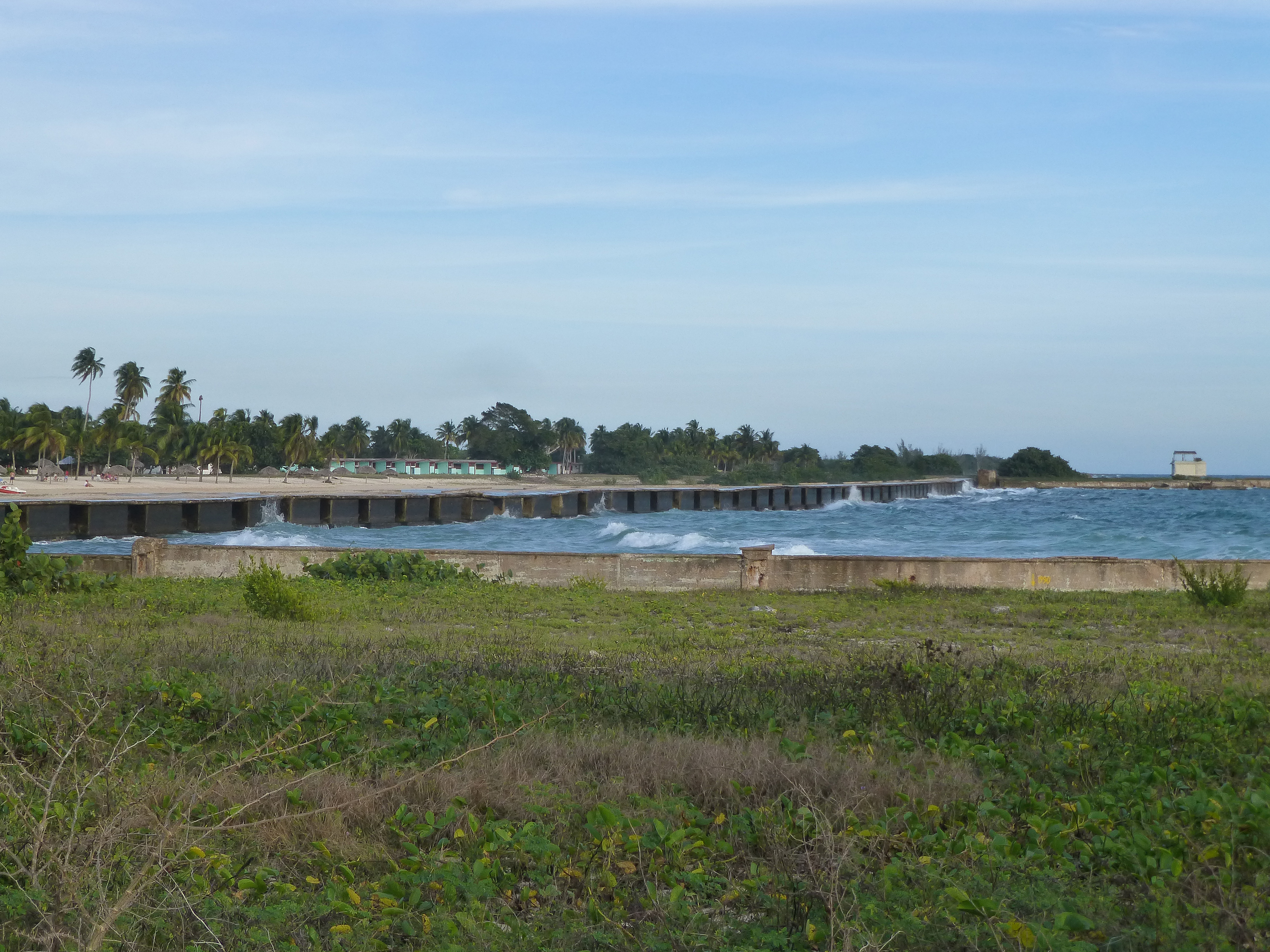
Bord de mer et pavillons
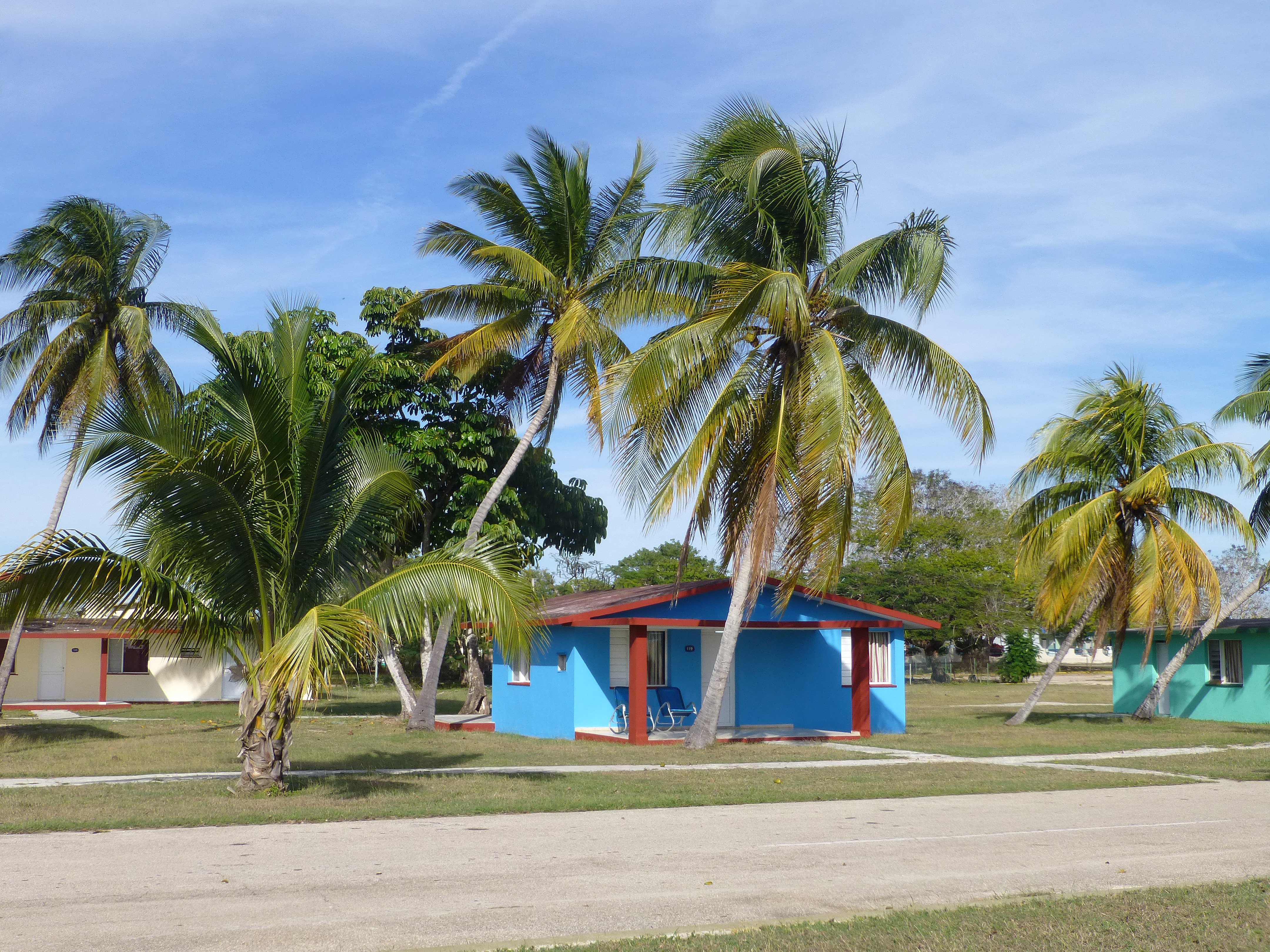
Pavillons de tourisme
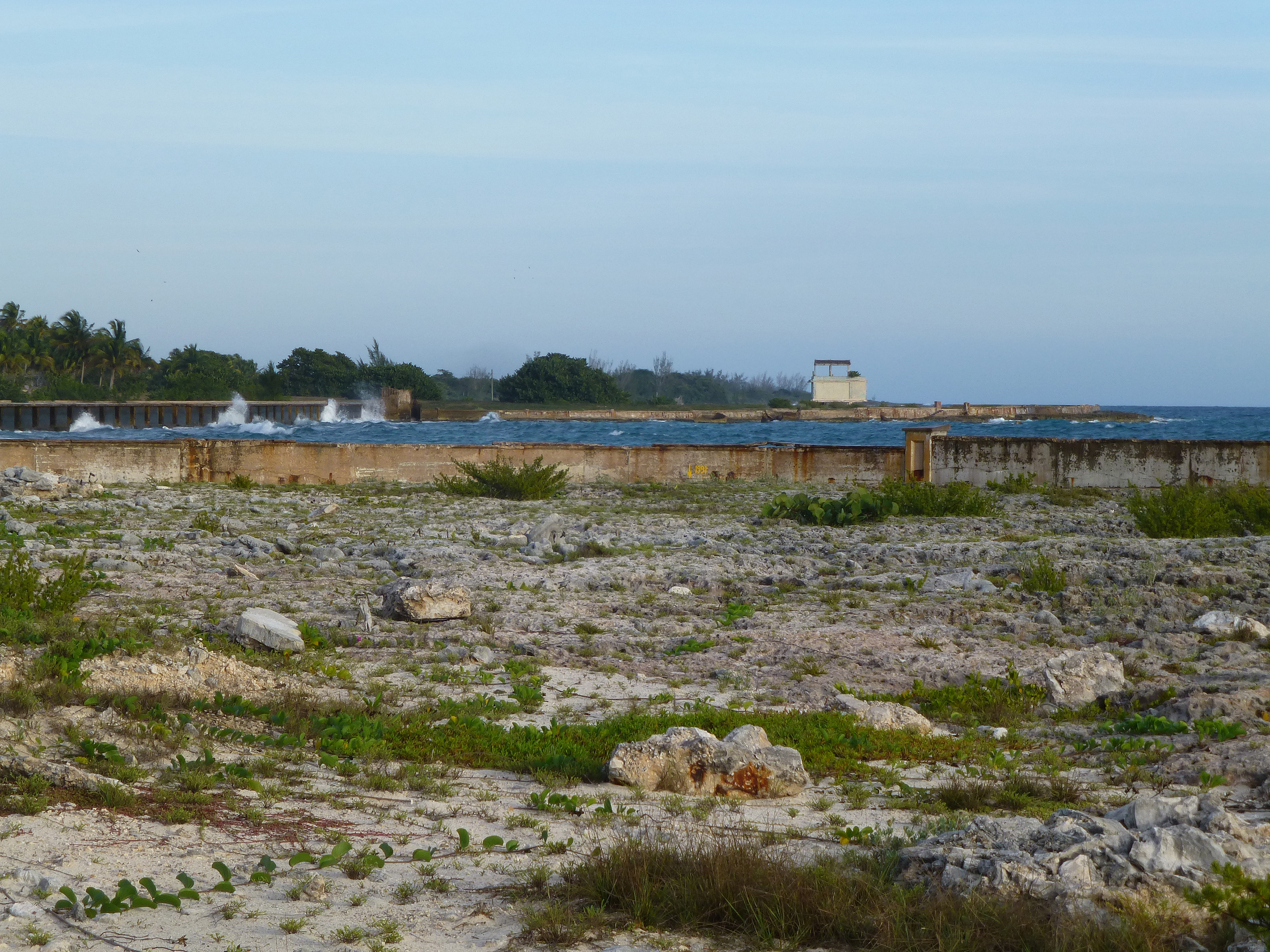
Bord de mer
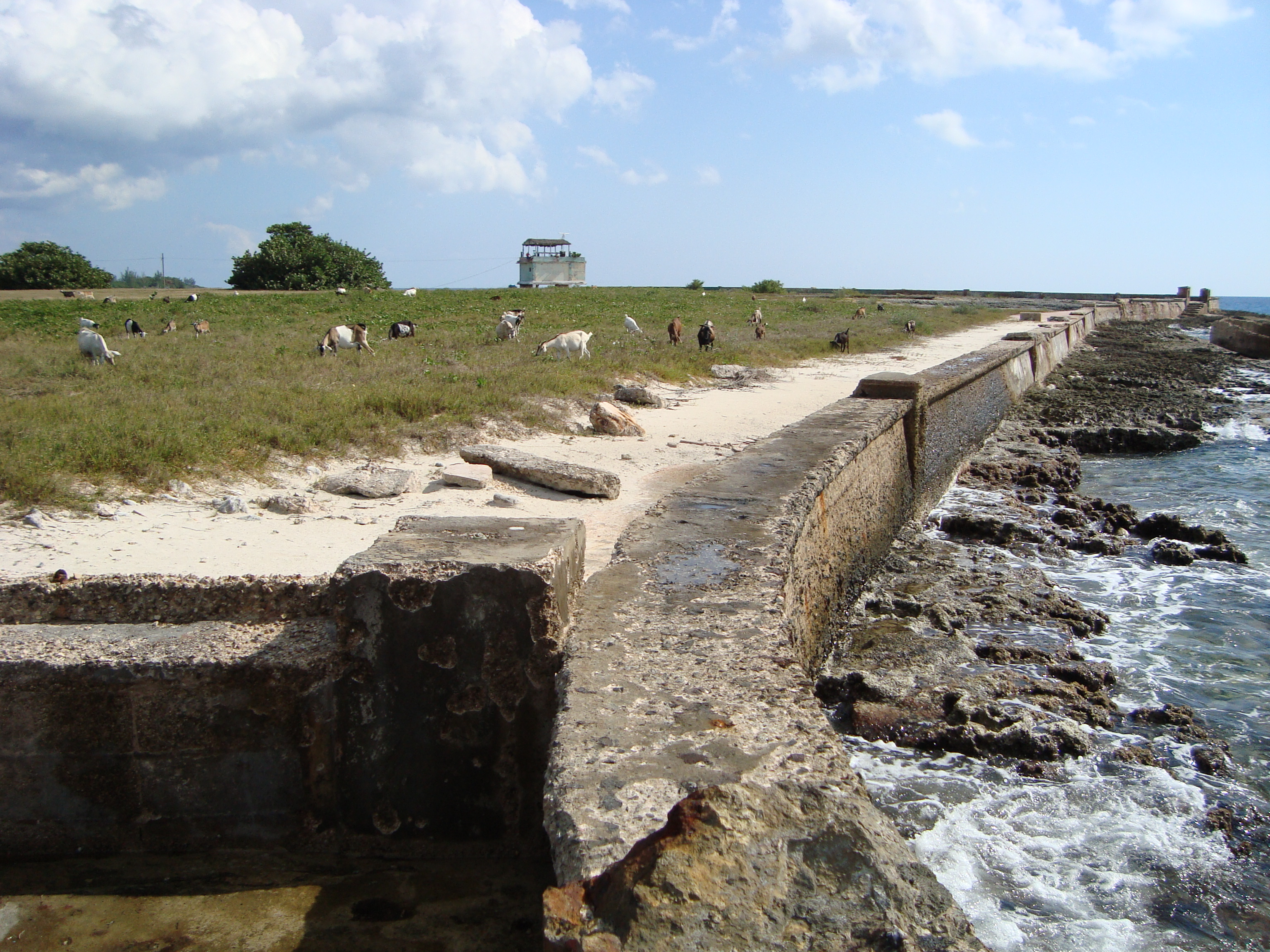
Bord de mer
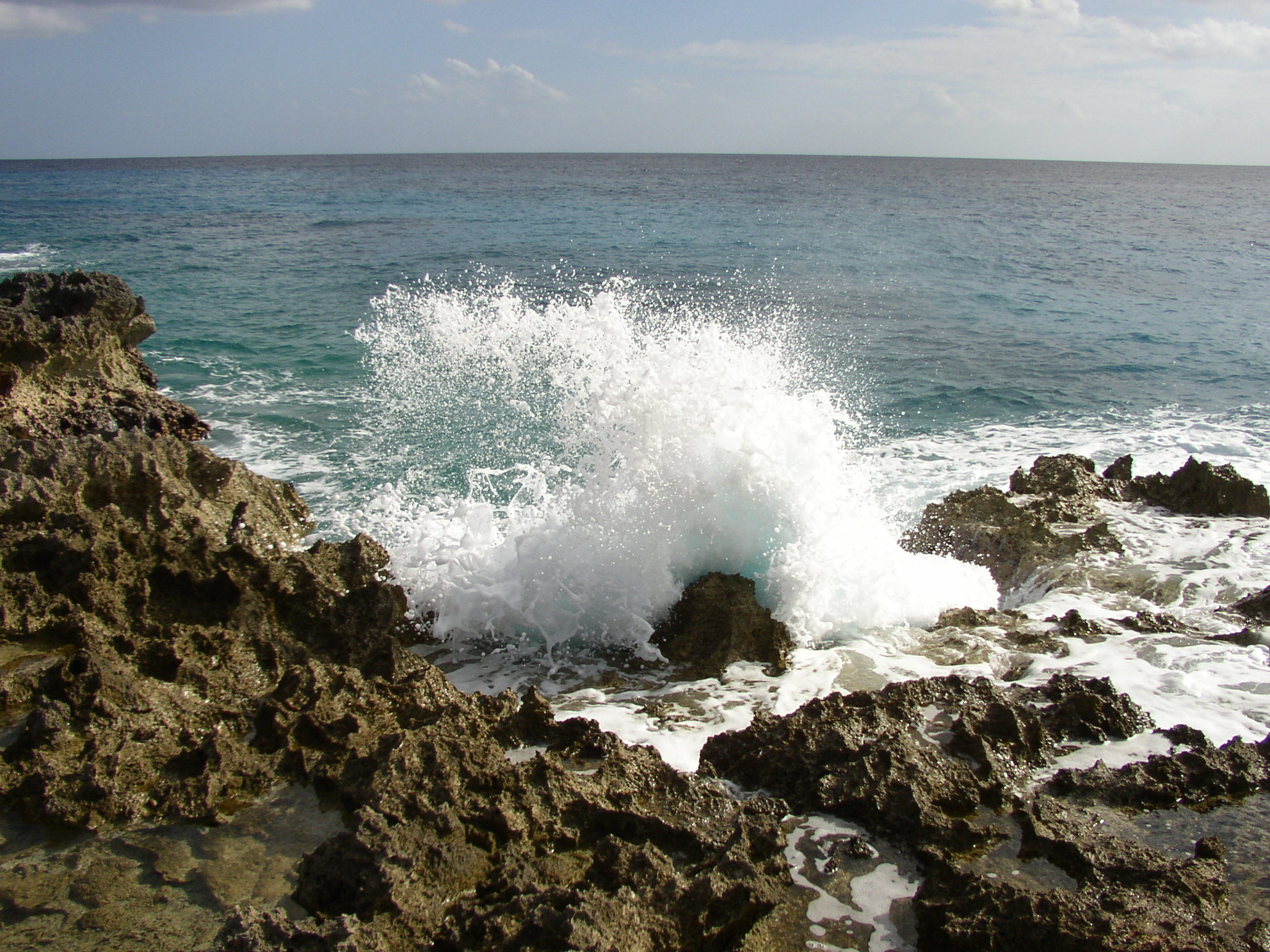
La côte
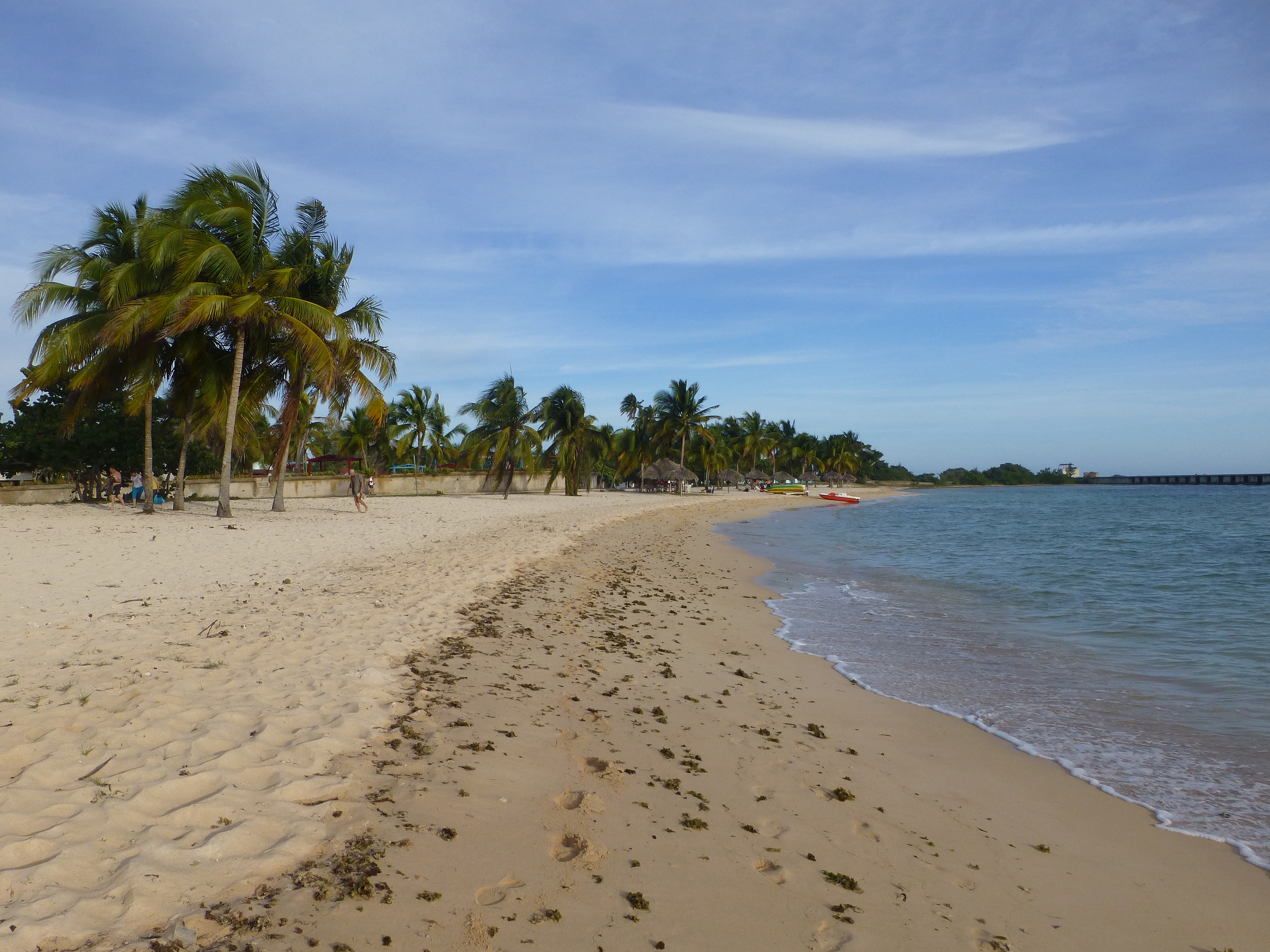
La plage